# Macruromys elegans
Macruromys elegans  (Stein, 1933) è un roditore della famiglia dei Muridi endemico della Nuova Guinea.

## Descrizione

### Dimensioni
Roditore di medie dimensioni, con la lunghezza della testa e del corpo tra 153 e 158 mm, la lunghezza della coda tra 206 e 220 mm, la lunghezza del piede tra 36 e 37 mm, la lunghezza delle orecchie tra 15 e 21 mm.

### Aspetto
Il colore delle parti dorsali è bruno scuro, mentre le parti ventrali sono bianche con la punta dei singoli peli grigia. I piedi sono lunghi e sottili. La coda è molto più lunga della testa e del corpo, scura superiormente, bianca inferiormente, ricoperta di 9 anelli di scaglie per centimetro, ognuna corredata da un singolo pelo. 

## Biologia

### Comportamento
È una specie terricola.

## Distribuzione e habitat
Questa specie è conosciuta soltanto nella catena montagnosa di Weyland, nella parte occidentale della cordigliera centrale della Nuova Guinea.
Vive probabilmente nelle foreste montane tra 1.400 e 1.800 metri di altitudine.

## Conservazione
La IUCN Red List, considerato che non ci sono informazioni recenti sul proprio areale e sullo stato della popolazione, classifica M.elegans come specie con dati insufficienti (DD).